# Riel
Cette page contient des caractères spéciaux ou non latins. S’ils s’affichent mal (▯, ?, etc.), consultez la page d’aide Unicode.
Pour les articles homonymes, voir Riel (homonymie) et KHR.
Le riel est l'unité monétaire du Cambodge. Son code international ISO 4217 est KHR. Sa gestion est assurée par la Banque nationale du Cambodge.

## Historique

### Premier riel (1953-1975)
Le nom serait issu du réal espagnol, la base du système monétaire de l'Empire espagnol, qui a eu une très large diffusion dans le monde y compris en Asie. Une croyance populaire fait provenir le mot d'une prolifique espèce de poisson, le riel, vivant dans les eaux du lac Tonlé Sap.
Le riel a été institué à la suite des accords signées à Pau le 29 novembre 1950 dans le cadre de l'Union française, le privilège d'émission monétaire est transmis de la Banque d'Indochine à l'Institut d'émission des États associés d'Indochine (Cambodge, Laos et Vietnam), dirigé par Gaston Cusin : de nouveaux billets en piastres sont émis jusqu'en 1954. Puis en 1953, la branche cambodgienne de l'Institut d'émission commence à émettre des billets comportant des valeurs en piastre et en riel. Les deux autres branches font de même, avec le đồng sud-vietnamien et le kip laotien. Le taux de conversion entre piastre et riel est de un contre un.
Le riel est d'abord divisé en 100 centimes, abrégé en « cent ». En 1959, le riel est divisé en 100 sen (សេន).
Les différentes séries de billets émises entre 1953 et 1972 sont les suivantes :
| Dates     | Valeurs                    |
| --------- | -------------------------- |
| 1955–1956 | 1, 5, 10, 50 riels         |
| 1956      | 1, 20, 50, 100, 500 riels  |
| 1957      | 100, 500 riels             |
| 1963      | 5, 10, 100 riels           |
| 1972      | 100, 500, 1000, 5000 riels |

Entre 1975 et 1980, le régime des Khmers rouges tente d'abolir la monnaie. Cependant, des billets sont émis en 1975 pour les valeurs suivantes : 0,1 riel (1 kak), 0,5 riel (5 kaks), 1, 5, 10, 50, et 100 riels.

### Second riel (depuis 1980)
Le second riel est institué le 20 mars 1980, arrimé sur le dollar américain au taux de 4 riels pour 1 dollar.
Il est divisé en 100 sen ou 10 kaks.
Un marché noir peu important de la devise existe. Le règlement en dollar américain (USD) est accepté partout. Le baht thaïlandais (THB) est accepté dans les grandes villes et près de la frontière thaïlandaise, surtout pour les grosses sommes.
Le sen et le kak, du fait de leurs faibles valeurs, sont des subdivisions devenues obsolètes et la circulation des monnaies métalliques a cessé depuis longtemps. Les plus petits billets circulant sont ceux de 100 riels, les billets de 50 riels deviennent rares et ne sont plus imprimés.
En 2000, l'émission de pièces de monnaie de 100, 200 et 500 riels a été tentée mais elles ne circulaient pas et l'expérience a été abandonnée. En 1994, des pièces de 50, 100, 200 et 500 riels avaient été émises avec un pareil insuccès.
Le 2 janvier 2008, la Banque nationale du Cambodge a lancé un nouveau billet d'une valeur de 2 000 riels. Ils remplacent les anciens billets de 1 000 riels usagés qui sont donc retirés de la circulation et détruits.
En mai 2013, un nouveau billet de 100 000 riels (25 dollars) voit le jour en hommage au roi père Norodom Sihanouk décédé le 15 octobre 2012.
Le 23 janvier 2023, le riel est coté à 4 468 riels pour 1 euro.